# Zdolbouniv
Zdolbouniv (en ukrainien : Здолбунів) ou Zdolbounov (en russe : Здолбунов ; en polonais : Zdołbunów) est une petite ville de l'oblast de Rivne, en Ukraine, et le centre administratif de la Communauté urbaine de Zdolbouniv (uk). Sa population s'élevait à 24 642 habitants en 2021.

## Géographie
Zdolbouniv est arrosée par la rivière Oustia et se trouve à 13 km au sud de Rivne et à 303 km à l'ouest de Kiev.

## Histoire
La ville est mentionnée en 1497 dans l'acte dans lequel le grand duc de Lituanie Alexandre Ier Jagellon attribua plusieurs villages au prince Constantin Ostrogski. Parmi les villages cités dans le traité figurait Dolbounov, qui a pris le nom de Zdolbounov en 1629 et a le statut de ville depuis 1939.

## Population
Recensements ou estimations de la population :
| 1939   | 1959*  | 1970*  | 1979*  | 1989*  | 2001*  |
| ------ | ------ | ------ | ------ | ------ | ------ |
| 11 000 | 14 964 | 21 393 | 25 432 | 27 598 | 24 612 |

| 2012   | 2013   | 2014   | 2015   | 2016   | 2017   |
| ------ | ------ | ------ | ------ | ------ | ------ |
| 24 527 | 24 569 | 24 693 | 24 821 | 24 882 | 24 852 |

| 2018   | 2019   | 2020   | 2021   | - | - |
| ------ | ------ | ------ | ------ | - | - |
| 24 688 | 24 766 | 24 806 | 24 642 | - | - |

## Économie

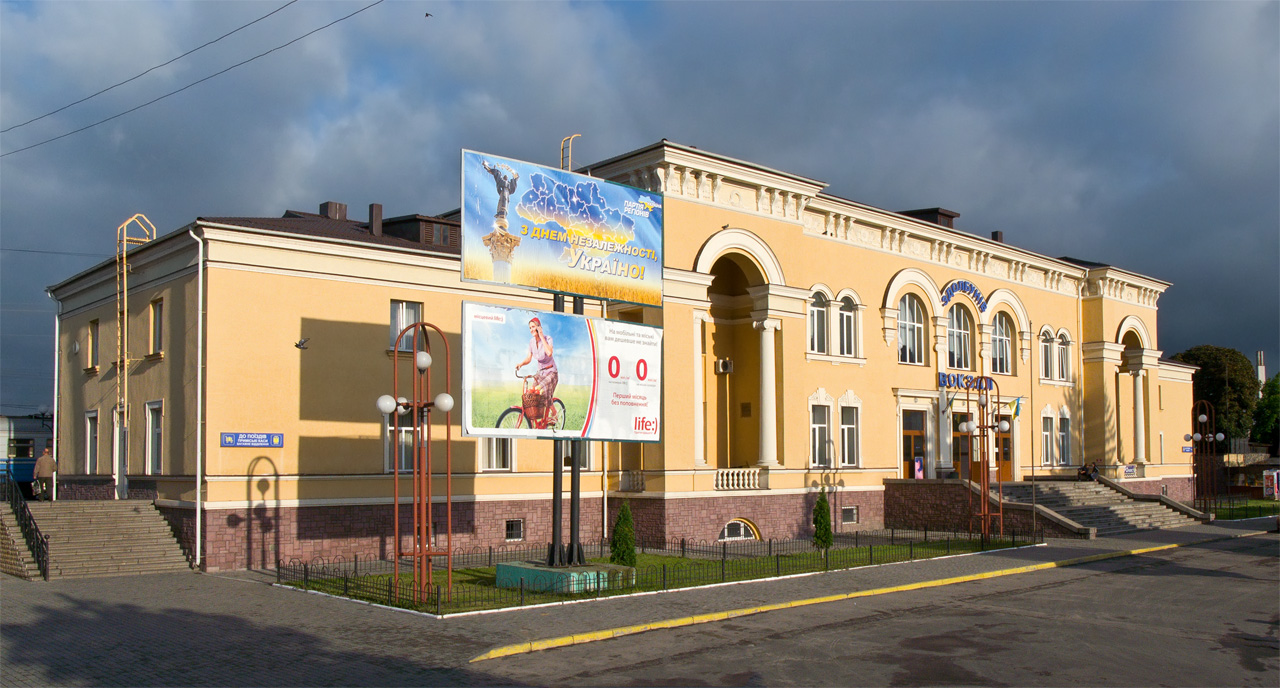
Gare de Zdolbouniv.

Zdolbouniv a aujourd'hui une importante gare ferroviaire et une cimenterie.